# Saudi Arabian Airlines
Saudi Arabian Airlines (àrab: الخطوط الجوية العربية السعودية, al-Ḫuṭūṭ al-Jawiyya al-ʿArabiyya as-Saʿūdiyya, ‘Línies Aèries Àrabs Saudites’) és l'aerolínia nacional de l'Aràbia Saudita, amb base a Jiddah. Duu a terme vols regulars domèstics i internacional a més de 90 destinacions a Orient Mitjà, Àfrica, Àsia, Europa i Amèrica del Nord, així com vols xàrter internacionals sobretot en les èpoques de Ramadà i Hajj. L'aeroport principal de l'aerolínia és l'Aeroport Rei Abdulaziz de Jiddah, destacant també els aeroports Rei Khalid de Riad i Rei Fahd de Dammam. Actualment és membre de l'Organització de Transportistes Aeris Àrabs i de l'aliança SkyTeam.
Saudi Arabian Airlines era l'aerolínia més gran de la regió, però a causa del creixement d'altres aeroports i aerolínies s'ha convertir en la 3a, després de Emirates i Qatar Airways.